# 쑹쭈얼
쑹쭈얼(중국어: 宋祖儿;, 병음: Song Zu'er, 한자음: 송조아, 본명: 쑨비쥐안(일본어: 孙碧涓), 1998년 5월 23일 ~ )은 중국의 배우이다.

## 경력
쑹쭈얼은 중국 톈진에서 태어나 전국 고등교육입학시험에서 3위를 차지했다. 2005년 드라마 '바다와 하늘 경계 없는'에서 조연으로 연기 활동을 시작했다. 이후 여러 드라마에서 연기를 계속했으며, 2009년 텔레비전 시리즈 《연꽃 등불의 선례》에서 네자 역을 맡아 명성을 얻었다.
2016년 쑹쭈얼은 코미디 영화 '파파파'로 복귀하여 샤아 유와 함께 출연하였다. 2017년 쑹쭈얼은 예능 프로그램 '디바스 히트 더 로드'에 합류하여 관객들에게 알려지게 되었다. 같은 해 쑹쭈얼은 TFBoys와 함께 출연했던 청춘드라마 보이후드에서 조연으로 활약했다. 2018년에는 베이징 영화 학교에 입학했다.
쑹쭈얼은 2018년 판타지 사극 '다크로드'에서 주연을 맡았으며, 코미디 웹시리즈 '가십하이'에서도 주연을 맡았다. 연기와 대사 전달로 호평을 받았다. 2019년, 쑹쭈얼은 판타지 서사극 노볼랜드: 이글 플래그에 출연했다. 같은 해, 판타지 액션 드라마 《중국 베스트디》와 로맨스 코미디 드라마 《쿠피드의 부엌》에 캐스팅되었다. 포브스 차이나는 그들의 분야에서 상당한 영향을 미친 30세 이하의 영향력 있는 30명으로 구성된 그들의 30세 이하의 아시아 2019년 리스트에 쑹쭈얼을 열거했다.

## 출연 작품과 역할
- 2007년 You Are An An Angel 你是天使 - 샤오화
- 2016년 파파 洛杉矶捣蛋计划 - 코코
- 2017년, 정말 좋은 날! 有完没完 - 어린 소녀 (카메오)
- 2019년 과거 폭발 熊出没·原始时代 - 페이페이 (목소리 출연)
- 2019년 주지 坠机 (단편 영화)

## 수상
- 2017 웨이보 팬 페스티벌 파워스타, 신인 아티스트
- 제11회 텐센트 비디오 스타 어워드 뉴스타 어워드
- 2018 L'Officiel 패션 나이트 영향상
- 제15회 에스콰이어 중국 남자 최우수상 퀄리티 배우상
- 2019년 황금 버드 - 제3회 네트워크 영화 및 텔레비전 페스티벌에서 가장 인기 있는 여배우
- 골든 데이터 엔터테인먼트 어워드 상업적으로 가장 가치 있는 아티스트
- 제6회 중국 배우상 시상식 여우주연상(웹시리즈) 노미네이트
- 제26회 화딩상 여우주연상(히스토리컬 드라마) 노볼랜드: 이글기 노미네이트